# Черняховска култура
Черняховата култура (Chernyakhov culture; Tschernjachow-Sîntana de Mureş-Kultur; Сънтана-де-Муреш—Черняхов) обхваща голяма територия в Източна Европа, най-вече северно от Черно море. Културата съществува през 2 век до началото на 5 век и се свързва с миграцията на готите от басейна на р. Висла към Черноморската територия на Украйна, Беларус, Молдавия и Румъния. Тя последва Велбарската култура от днешна северна Полша. Известни са повече от 2000 находки в днешните републики Украйна, Молдавия и Румъния.